# ニューヨーク州弁護士
ニューヨーク州弁護士 （ニューヨークしゅうべんごし）とは、アメリカ合衆国ニューヨーク州の司法試験（NY Bar）に合格し、Multistate Professional Responsibility Examination（MPRE）やNew York Law Examination（NYLE）においてニューヨーク州が求める合格基準点を取得し、所定の弁護士登録手続を経てニューヨーク州裁判所によって弁護士として活動することを認められた者または当該弁護士資格のことをいう。
アメリカ合衆国においては、原則として各州ごとに弁護士としての資格が決定される。NY Barは、その受験資格ゆえに世界各国からの外国人留学生の受験比率が他州と比較すると高く、カリフォルニア州弁護士と並んで国際的な知名度が非常に高い。
NY Barは、2016年にNational Conference of Bar Examiners（NCBE）の作成する全米統一司法試験「Uniform Bar Examination (UBE)」に移行したため、UBEを採用している他州での弁護士資格を得るためにNY Barの結果を用いることが可能となった。

## 権限
アメリカ合衆国連邦法およびニューヨーク州法に基づく法律事務を行う権限を有する。
ニューヨーク州立裁判所の訴訟において当事者を代理する権限も有する。ニューヨーク州を管轄するアメリカ合衆国連邦裁判所（州内の地方裁判所、第2巡回区控訴裁判所、合衆国最高裁判所）における代理もできるが、裁判所別の事前登録手続と登録手数料がある。他の国内裁判所において当事者を代理する場合、案件を担当する裁判官による出頭許可（pro hac vice admission）が必要である。
日本では、一定の実務経験に関する要件を満たせば、外国法事務弁護士として登録できる。

## 義務
２年ごとに登録を更新する必要があり、更新の際に手数料を支払う必要がある。2021年現在の更新手数料は375ドルである。州外に引っ越した場合にも、法務からの引退証明書を提出しない限り更新を行い手数料を払う義務がある。
更新手数料は国選弁護士への手当などの原資となっている。

## ニューヨーク州弁護士への道のり

### 司法試験による法曹資格取得（Admission on Examination）
一般に、アメリカ合衆国のロー・スクールを修了して、法務博士（J.D.）の学位を取得した後、ニューヨーク州司法試験委員会（The New York State Board of Law Examiners (BOLE)）が年2回（7月・2月）実施するNY Barに合格後、ニューヨーク州の裁判所が認めた者に限り、ニューヨーク州弁護士の資格を得ることができる。弁護士登録の前に、年3回（3月、8月、11月）実施されるMPREにおいてニューヨーク州が求める合格基準点（150点中85点）以上を獲得し、かつ、New York Law Course（NYLC）を受講した上で年4回（3月、6月、9月、12月）実施されるNYLEに合格（合格基準点は50点中30点）しておく必要もある。MPREはABA（米国の法曹倫理を定めたモデルルール）に関する試験、NYLEはニューヨーク州法に関する試験であり、いずれも択一試験である。
上記のとおり、NY BarはUBEに移行済みであり、UBEは択一試験のMBEと論文試験のMEE及びMPTから構成される。UBEの合格点は州毎に異なり、ニューヨーク州の場合には400点中266点となっている。試験期間は2日で、初日の午前にMPT（3時間で2題、80点満点）、午後にMEE（3時間で6題、120点満点）を受験する。2日目は、MBEを受験することになり、午前の部と午後の部（各3時間で100問。合計で6時間で200問の200点満点。ただし、素点に対して点数調整が行われるため、素点と実際の得点は一致しない）の両方を受験する必要がある。なお、MPREとUBEは全州共通の問題であるため、ニューヨーク州法の理解は直接には問われない（他方で、NYLEはニューヨーク州法の理解を問う試験である）。
試験科目は、MBEがContracts、Constitutional Law、Criminal Law and Procedure、Evidence、Real Property、Torts及びCivil Procedureであり、MEEではこれらの科目に加えてBusiness Association、Conflict of Laws、Family Law,、UCC Art. 9 (Secured Transactions)、及びTrusts & Estatesが出題範囲となる。MPTは、MBEやMEEとは異なり法律の知識が問われる試験ではなく、問題文中の資料（当事者の言い分や参考判例）を読み解いてメモランダムや意見書等の法律文書を作成することが求められる試験である。特に、MPTは英語力の差が如実に表れる試験であるため、ノンネイティブスピーカーは苦手とすることが多い。統計的なデータは存在しないが、一般にノンネイティブスピーカーの日本人受験生はMBEで高得点を狙い、MEEやMPTでは大失点を避けるという戦略を取る傾向にある。
アメリカ合衆国で法務博士（J.D.）の単位を取得していなくても、一定の要件を満たす者がNY Barの受験資格を得ることができる。もっとも多いパターンは、アメリカ合衆国のロー・スクールで法学修士（LL.M.）の学位を取得し、かつ、所定の法律に関する所定の数の単位を取得することである。法学修士（LL.M.）課程は、原則としてアメリカ合衆国のロー・スクールに9ヶ月程度留学すれば修了できるため、アメリカ合衆国国外からの多くの法律系留学生はこの課程を修了し法学修士（LL.M.）の学位を取得した後にNY Barを受験し、ニューヨーク州弁護士資格を取得してから帰国する場合が多い（ゆえに外国人の受験比率が高い）。ただし、法学修士（LL.M.）課程経由での受験は、受験者の本国での法学教育や本国の司法試験制度にも左右されるため、法学修士（LL.M.）の学位を取得すれば誰でもNY Barを受験できるわけではない（日本の場合には、①旧司法試験が廃止された2011年より以前に国内の法学部を卒業している、②国内の法科大学院を修了している、または③国内の法学部を卒業した上で司法修習を修了している場合のいずれかに該当すれば受験資格が認められることが多いが、最終的にはBOLEの判断となり、明確な基準があるわけではない）。また、イングランド等のコモン・ロー法域で法学の学位を取得し、本国の弁護士となる教育要件を満たしている場合には、米国の法学修士（LL.M.）を取得せずにNY Barを受験できる場合がある。
2011年5月にNY Barの受験資格が変更され、必要な単位数が20単位から24単位に増加した。また、その24単位に(a)最低2単位のprofessional responsibility/legal ethicsを満たす科目、(b)最低2単位のlegal research, writing and analysisを満たす科目、(c)最低2単位のAmerican legal studies, American legal system or similar courseを満たす科目、(d)最低6単位のother courses tested on NY Bar examを満たす科目を含まなければならないようになった。どの科目が(a)～(d)を満たすのかは各ロー・スクールによって異なるため、秋学期の科目履修の前にこれらの情報を入手しておく必要がある。さらに、2018年8月1日以降に法学修士（LL.M）課程を開始した者は、弁護士登録に先立ち、Skills Competency Requirement and Professional Values Bar Admission Requirementを満たす必要があり、本国で弁護士としての執務経験が一定期間以上ない者は、上記に加えて所定の科目を履修するか、米国内の法律事務所で一定期間の研修を行う等する必要がある。そのため、本国で弁護士としての職務経験がない者が法学修士（LL.M）課程を経て弁護士登録する場合には、ロー・スクールでの履修科目が相当程度制限されることになる。
加えて、2015年1月1日以降に弁護士登録を行う場合には、50時間のプロボノ（Pro Bono）活動を行ったことの証明書（宣誓供述書）の提出が必要となった。なお、プロボノ活動として認められるためには、資格弁護士の監督を受けるなどの所定の要件を満たす必要があるが、必ずしも米国内で行うことが要求されているわけではないため、内容次第では米国外で満たすことも可能である。多くの場合、ロー・スクールは在学生に対してプロボノ案件の斡旋をしてくれるため、卒業後にプロボノ活動を行うことが困難な場合には在学中に満たしておくことが望ましい。ロー・スクール卒業後に米国内の法律事務所で研修等を行う場合には、当該法律事務所のプロボノ案件をこなすことによりこの要件を満たすことが可能であることが多いため、必ずしもロー・スクール在学中にプロボノ活動を完了させなければならないわけではない。

### 試験によらない法曹資格取得（Admission Without Examination）
アメリカ合衆国の法務博士（J.D.）と他州の弁護士資格を有する者は、試験を受けずにニューヨーク州の法曹資格を取得できる。ただし、原資格州や勤務経験について条件がある。

## 合格率
BOLEは受験者数、合格率及び合格者の名前をウェブサイトで公表している。2022年7月試験は受験者9609人で合格率は66%（外国人の合格率は44%）、2021年7月試験は受験者9,227人で合格率は63％（外国人の合格率は31%）であった。
ニューヨーク州弁護士とカリフォルニア州弁護士の資格を有する清原博によると、7月試験は勉強時間を確保できる卒業直後の学生が多いため合格率は高いが、2月試験は7月で不合格となった者が働きながら受験することが多いため、一般的に2月試験の方が合格率は低い傾向にある。